# Ne (Olaszország)
Ne település Olaszországban, Liguria régióban, Genova megyében. Lakosainak száma 2128 fő (2023. január 1.). Ne Carasco, Casarza Ligure, Cogorno, Lavagna, Maissana, Mezzanego, Sestri Levante, Varese Ligure és Borzonasca községekkel határos.

## Népesség
A település lakossága az elmúlt években az alábbi módon változott:
| Lakosok száma | 2252 | 2220 | 2128 |
|               | 2017 | 2018 | 2023 |